# Кристиан Хлинссон
Кристиан Нёккви Хлинссон (исл. Kristian Nökkvi Hlynsson; род. 23 января 2004, Оденсе, Дания) — исландский футболист, полузащитник нидерландского клуба «Твенте».

## Клубная карьера
Кристиан Хлинссон — воспитанник исландского футбольного клуба «Брейдаблик». За основной состав дебютировал 28 сентября 2019 года в матче чемпионата Исландии против «Рейкьявика», выйдя на замену на 84-й минуте. 10 января 2019 года подписал контракт с нидерландским «Аяксом». 7 декабря 2020 года дебютировал за «Йонг Аякс» в матче Эрстедивизи против «Эйндховена», выйдя на замену на 88-й минуте вместо Наджи Унювара. В дебютном сезоне сыграл 6 матчей в чемпионате.
За основной состав «Аякса» дебютировал 15 декабря 2021 года в матче второго раунда Кубка Нидерландов против «Барендрехта» и забил гол с пенальти. В января 2022 года подписал с клубом новый контракт до 2026 года. 19 августа 2023 года дебютировал в Эредивизи, появившись на замену в матче с «Эксельсиором».
31 января 2025 года до конца сезона перешёл на правах аренды в роттердамскую «Спарту».
8 июля 2025 года перешёл в «Твенте», подписав четырёхлетний контракт до середины 2029 года. 10 августа дебютировал в гостевом матче Эредивизи против ПЕК Зволле (1:0), выйдя на замену вместо Томаса ван ден Белта на 46-й минуте.

## Карьера в сборной
Выступал за сборные Исландии до 15, 16, 17 и до 19 лет. 9 февраля 2021 года дебютировал за молодёжную сборную в матче отборочного турнира чемпионата Европы против Беларуси. В июне 2023 года получил вызов в основную сборную Исландии.

## Личная жизнь
Старший брат — Агвюст Хлинссон, играет за «АБ Гладсаксе».

## Статистика выступлений
| Клуб             | Сезон            | Лига | Лига | Кубок | Кубок | Европейские кубки | Европейские кубки | Итого | Итого |
| Клуб             | Сезон            | Игры | Голы | Игры  | Голы  | Игры              | Голы              | Игры  | Голы  |
| ---------------- | ---------------- | ---- | ---- | ----- | ----- | ----------------- | ----------------- | ----- | ----- |
| Брейдаблик       | 2019             | 1    | 0    | 0     | 0     | —                 | —                 | 0     | 0     |
| Брейдаблик       | Итого            | 1    | 0    | 0     | 0     | —                 | —                 | 1     | 0     |
| Йонг Аякс        | 2020/21          | 6    | 0    | —     | —     | —                 | —                 | 6     | 0     |
| Йонг Аякс        | 2021/22          | 30   | 2    | —     | —     | —                 | —                 | 30    | 2     |
| Йонг Аякс        | 2022/23          | 37   | 10   | —     | —     | —                 | —                 | 37    | 10    |
| Йонг Аякс        | 2023/24          | 7    | 3    | —     | —     | —                 | —                 | 7     | 3     |
| Йонг Аякс        | 2024/25          | 7    | 1    | —     | —     | —                 | —                 | 7     | 1     |
| Йонг Аякс        | Итого            | 87   | 16   | —     | —     | —                 | —                 | 87    | 16    |
| Аякс             | 2021/22          | 0    | 0    | 2     | 2     | 0                 | 0                 | 2     | 2     |
| Аякс             | 2023/24          | 25   | 7    | 1     | 0     | 8                 | 0                 | 34    | 7     |
| Аякс             | 2024/25          | 4    | 1    | 1     | 0     | 4                 | 0                 | 9     | 1     |
| Аякс             | Итого            | 29   | 8    | 4     | 2     | 12                | 0                 | 45    | 10    |
| → Спарта         | 2024/25          | 14   | 2    | 0     | 0     | —                 | —                 | 14    | 2     |
| → Спарта         | Итого            | 14   | 2    | 0     | 0     | —                 | —                 | 14    | 2     |
| Всего за карьеру | Всего за карьеру | 131  | 26   | 4     | 2     | 12                | 0                 | 147   | 28    |